# سیر سیکیم
سیر سیکیم (نام علمی: Allium sikkimense) نام یک گونه از سرده سیر است.